# زيباريون (دوديكانيسوس)
زيباريون (Ζηπάριον) هي مدينة في دوديكانيسوس في اليونان.
يبلغ عدد سكانها حوالي 2814   نسمة.